# Бисхајм
Бисхајм (фр. Biesheim) насеље је и општина у источној Француској у региону Алзас, у департману Горња Рајна која припада префектури Колмар.
По подацима из 2011. године у општини је живело 2.472 становника, а густина насељености је износила 149,37 становника/km². Општина се простире на површини од 16,55 km². Налази се на средњој надморској висини од 190 метара (максималној 194 m, а минималној 184 m).

## Демографија
| 1962. | 1968. | 1975. | 1982. | 1990. | 1999. | 2011. |
| ----- | ----- | ----- | ----- | ----- | ----- | ----- |
| 1.018 | 1.148 | 1.874 | 1.959 | 2.125 | 2.315 | 2.472 |

График промене броја становника у току последњих година